# Лемешевичи
Лемеше́вичи (бел. Лемяшэвічы) — деревня в Пинском районе Брестской области Беларуси. Входит в состав Лопатинского сельсовета. До 2013 года была центром Лемешевичского сельсовета. Население — 313 человек (2019).

## География
Лемешевичи находятся в 15 км к юго-востоку от Пинска, в 25 км к югу проходит граница с Украиной. Деревня находится в пойме реки Припять, в двух километрах южнее самой реки. Южнее деревни находится гора Лысая (151 м НУМ). Вокруг деревни обширная сеть мелиоративных каналов. Лемешевичи соединены местной дорогой (6 км) с деревней Хлябы, через которою проходит автодорога Р6 (Пинск — Столин).

## История
Ранее принадлежало шляхетским семьям, преимущественно Лемешевским.
- 1681 год — возводится первая церковь
- XIX век — является центром волости Пинского уезда
- 1920-е — 1930-е годы — является центром гмины Пинского повета
- 1940 год — образован Лемешевичский сельский Совет
- 2013 год — ликвидирован Лемешевичский сельский Совет, деревня вошла в состав Лопатинского сельского Совета

## Достопримечательности
- Деревянная церковь Рождества Богородицы (1893 год) со скульптурой Иисуса на территории —  Историко-культурная ценность Республики Беларусь, шифр 112Г000570
- Братская могила воинов и партизан[3]

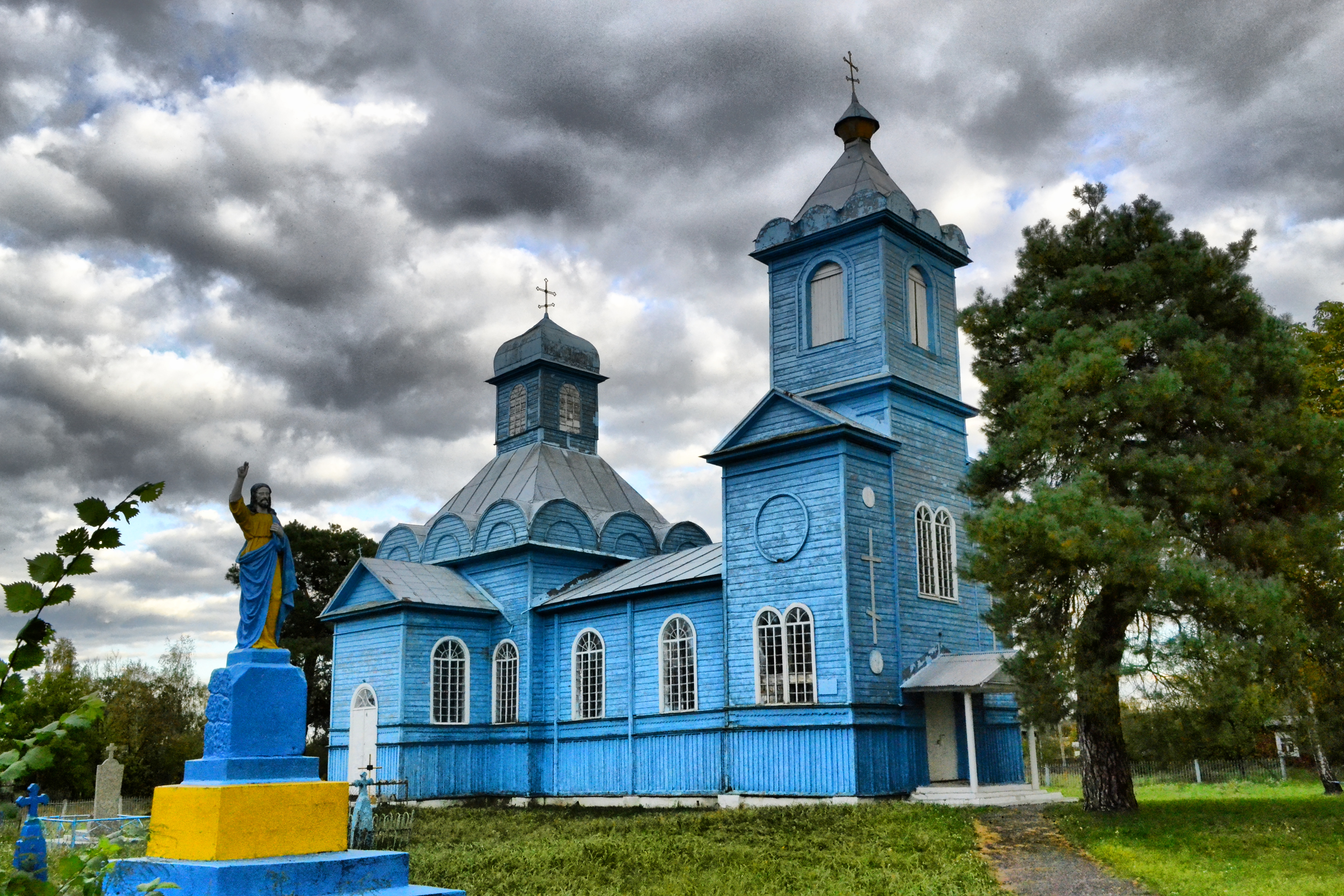
Деревянная церковь Рождества Богородицы

- Деревянная церковь Рождества Богородицы Стоянка 5-3 тыс. до н. э., поселение 6-4 тыс. до н. э. и курганный могильник 7-3 вв. до н. э.[4] —  Историко-культурная ценность Республики Беларусь, шифр 113В000571;  Историко-культурная ценность Республики Беларусь, шифр 113В000572

## Известные уроженцы, жители
- Калоша, Иван Иосифович (1929—2010) — белорусский краевед, работал в школе д.Лемешевичи.
- Кнубовец, Яков Самуилович (1902—1981) — уроженец деревни. Советский врач-стоматолог, доктор медицинских наук, заместитель декана стоматологического факультета Казанского медицинского института (1957—1971)[5].
- Старжинский, Вячеслав Михайлович (1918—1993) — советский и российский учёный в области механики, доктор физико-математических наук.